# Brassia
A Brassia nemzetség az Oncidiinae alnemzetségcsoportba sorolt orchidea taxon. Mexikóban, Közép-Amerikában, Nyugat-Indiában és Dél-Amerika északi részén honos, de egy faj a (B. caudata) Floridába is él.
A nemzetség a nevét William Brass brit botanikusról és illusztrátorról kapta, aki Sir Joseph Banks szakmai felügyelete alatt és irányításával gyűjtött növényeket Afrikában. A kertészeti kereskedelemben a nemzetség rövidítése: Brs.

## Leírás
A Brassia fajok és hibridjei népszerűek a kertészetekben, mert jellegzetes hosszú és terpeszkedő lepeljei (egyes fajtákban 50 cm-nél is hosszabb) igen látványosak, pókra emlékeztetnek, erről kapta magyar nevét is: pókorchidea. Az Eternal Wind nevű grex megkapta a Királyi Kertészeti Társaság Garden Merit díját is.
Ez az epifita nemzetség nedves erdőkben fordul elő a tengerszinttől az 1500 méteres magasságig. A perui Andokban van a diverzitás központja a Brassia-knak. Az egyes fajok élőhelye általában csak egy szűkebb területre korlátozódik, de például a Brassia caudata nagyobb földrajzi területen elterjedt.
A Brassia-knak nagy, elliptikus-hosszúkás álhagymáik vannak, melyeknek a csúcsán egy vagy két levél található. A virágzatok az álhagymák oldaláról ered. A virágszár el nem ágazó, a virágzatuk sokvirágú,a fellevelekkel (murvalevelek) rövidek. Az ajak nincs az ivaroszlophoz nőve. A pollinárium keskeny, vékony szállal kapcsolódik.
Brassia-knak nagyon specifikus módon történik a beporzása; entomophil, azaz rovarok általi beporzás történik, és a Brassia nemzetség esetében kifejezetten a Pepsis és Campsomeris nemzetségbe tartozó nőstény pókvadász darazsak végzik a beporzást. A pók mimikrit használva  a darázs összetéveszti a virágot a zsákmánnyal és próbálja megcsípni a virág ajkát, miközben sikertelenül próbálja megragadni zsákmányát, a darázs kapcsolatba kerül a pollináriummal, amely azután a fejéhez tapad. Ha egy másik Brassia virághoz repül, ez beporzás megtörténik.

## Brassia fajok listája
2014 májusától elfogadott fajok:
- Brassia allenii L.O.Williams ex C.Schweinf. - Honduras, Panama
- Brassia andina (Rchb.f.) M.W.Chase - Colombia, Ecuador, Peru
- Brassia andreettae (Dodson) Senghas in F.R.R.Schlechter - Ecuador
- Brassia angusta Lindl. - Venezuela, Guyana, northern Brazil
- Brassia angustilabia Schltr. - Panama, Brazil (Amazonas)
- Brassia arachnoidea Barb.Rodr. - Rio de Janeiro
- Brassia arcuigera Rchb.f. - Honduras, Costa Rica, Panama, Colombia, Venezuela, Ecuador, Peru
- Brassia aurantiaca (Lindl.) M.W.Chase - Colombia, Venezuela, Ecuador
- Brassia aurorae D.E.Benn. - Peru
- Brassia bennettiorum (Dodson) Senghas in F.R.R.Schlechter - Peru
- Brassia bidens Lindl. - Venezuela, Guyana, northern Brazil
- Brassia bowmanii (Rchb.f.) M.W.Chase - Colombia
- Brassia brachypus Rchb.f. - Ecuador, Peru, Bolivia
- Brassia brevis (Kraenzl.) M.W.Chase - Colombia, Ecuador
- Brassia brunnea Archila - Guatemala
- Brassia caudata (L.) Lindl. - Mexico, Central America, Florida, Greater Antilles, Trinidad, northern South America
- Brassia cauliformis C.Schweinf. - Peru
- Brassia chloroleuca Barb.Rodr. - Guyana, French Guiana, Brazil
- Brassia chlorops Endrés & Rchb.f. - Nicaragua, Costa Rica, Panama
- Brassia cochleata Knowles & Westc. - northern South America
- Brassia cyrtopetala Schltr. - Colombia
- Brassia diphylla (H.R.Sweet) M.W.Chase - Colombia
- Brassia dresslerorum Archila - Guatemala
- Brassia ecuadorensis (Garay) M.W.Chase - Ecuador
- Brassia endresii (Kraenzl.) ined. (syn Solenidium endresii Kraenzl.) - Central America
- Brassia escobariana Garay - Colombia
- Brassia euodes Rchb.f. - Colombia, Ecuador, Peru
- Brassia farinifera Linden & Rchb.f. - Ecuador
- Brassia filomenoi Schltr. - Peru
- Brassia forgetiana Sander - Peru, Brazil, Venezuela
- Brassia garayana M.W.Chase - Ecuador, Peru
- Brassia gireoudiana  Rchb.f. & Warsz. - Costa Rica, Panama
- Brassia glumacea Lindl. - Colombia, Venezuela, Ecuador, Peru
- Brassia glumaceoides M.W.Chase - Colombia, Venezuela
- Brassia horichii (I.Bock) M.W.Chase - Costa Rica, Panama
- Brassia huebneri Schltr. - French Guiana, Brazil
- Brassia iguapoana Schltr. - Brazil (Amazonas)
- Brassia incantans (Rchb.f.) M.W.Chase - Colombia, Ecuador, Peru
- Brassia jipijapensis Dodson & N.H.Williams - Ecuador (Manabí)
- Brassia keiliana Rchb.f. ex Lindl. - Colombia, Venezuela, Guyana
- Brassia koehlerorum Schltr. - Peru
- Brassia lanceana Lindl. - Panama, Trinidad & Tobago, northern South America
- Brassia macrostachya Lindl. - Venezuela, Guyana
- Brassia maculata R.Br. in W.T.Aiton - Mexico, Central America, Cuba, Jamaica
- Brassia mendozae (Dodson) Senghas in F.R.R.Schlechter - Ecuador
- Brassia minutiflora (Kraenzl.) M.W.Chase - Colombia
- Brassia neglecta Rchb.f. - Guyana, Venezuela, Bolivia, Colombia, Ecuador, Peru
- Brassia ocanensis Lindl. - Venezuela, Bolivia, Colombia, Ecuador, Peru
- Brassia panamensis (Garay) M.W.Chase - Panama
- Brassia pascoensis D.E.Benn. & Christenson - Peru
- Brassia peruviana Poepp. & Endl. - Peru
- Brassia pozoi (Dodson & N.H.Williams) Senghas in F.R.R.Schlechter - Ecuador, Peru
- Brassia pumila Lindl. - Guyana, Venezuela, French Guiana, Colombia, Peru, Brazil
- Brassia rhizomatosa Garay & Dunst - Venezuela, Peru
- Brassia rolandoi (D.E.Benn. & Christenson) M.W.Chase - Peru
- Brassia signata Rchb.f - Peru, Bolivia, Oaxaca, Guerrero
- Brassia suavissima Pupulin & Bogarín - Costa Rica
- Brassia sulphurea (Rchb.f.) M.W.Chase - Venezuela
- Brassia thyrsodes Rchb.f. - Bolivia
- Brassia transamazonica D.E.Benn. & Christenson - Peru
- Brassia verrucosa Bateman ex Lindl. - Mexico, Central America, Venezuela, Brazil
- Brassia villosa  Lindl. - Guyana, Venezuela, Brazil
- Brassia wageneri  Rchb.f. - Guyana, Venezuela, Brazil, Colombia, Peru
- Brassia warszewiczii Rchb.f. - Ecuador

## Intergenerikus hibridek
- × Aliceara  (Brassia × Miltonia × Oncidium)
- × Bakerara  (Brassia × Miltonia × Odontoglossum × Oncidium)
- × Banfieldara (Ada × Brassia × Odontoglossum )
- × Brapasia (Aspasia × Brassia)
- × Brassada  (Ada × Brassia)
- × Brassidium (Brassia × Oncidium)
- × Brassochilus (Brassia × Leochilus)
- × Bratonia (Brassia × Miltonia)
- × Crawshayara  (Aspasia × Brassia × Miltonia × Oncidium)
- × Degarmoara (Brassia × Miltonia × Odontoglossum )
- × Derosaara (Aspasia × Brassia × Miltonia × Odontoglossum )
- × Duggerara (Ada × Brassia × Miltonia)
- × Eliara (Brassia × Oncidium × Rodriguezia)[5]
- × Forgetara (Aspasia × Brassia × Miltonia)
- × Johnkellyara  (Brassia × Leochilus × Oncidium × Rodriguezia)
- × Maclellanara (Brassia × Odontoglossum × Oncidium)
- × Norwoodara (Brassia × Miltonia × Oncidium × Rodriguezia)
- × Odontobrassia (Brassia × Odontoglossum)
- × Pettitara (Ada × Brassia × Oncidium)
- × Rodrassia  (Brassia × Rodriguezia)
- × Rohriara  (Ada × Aspasia × Brassia)
- × Sauledaara (Aspasia × Brassia × Miltonia × Oncidium × Rodriguezia)
- × Shiveara (Aspasia × Brassia × Odontoglossum × Oncidium)
- × Wingfieldara  (Aspasia × Brassia × Odontoglossum)

Ez a lista nem tartalmaz olyan nemzetségeket, amelyek az Oncidium nemzetség szinonimái, mint például a Cochlioda.

## Képtár

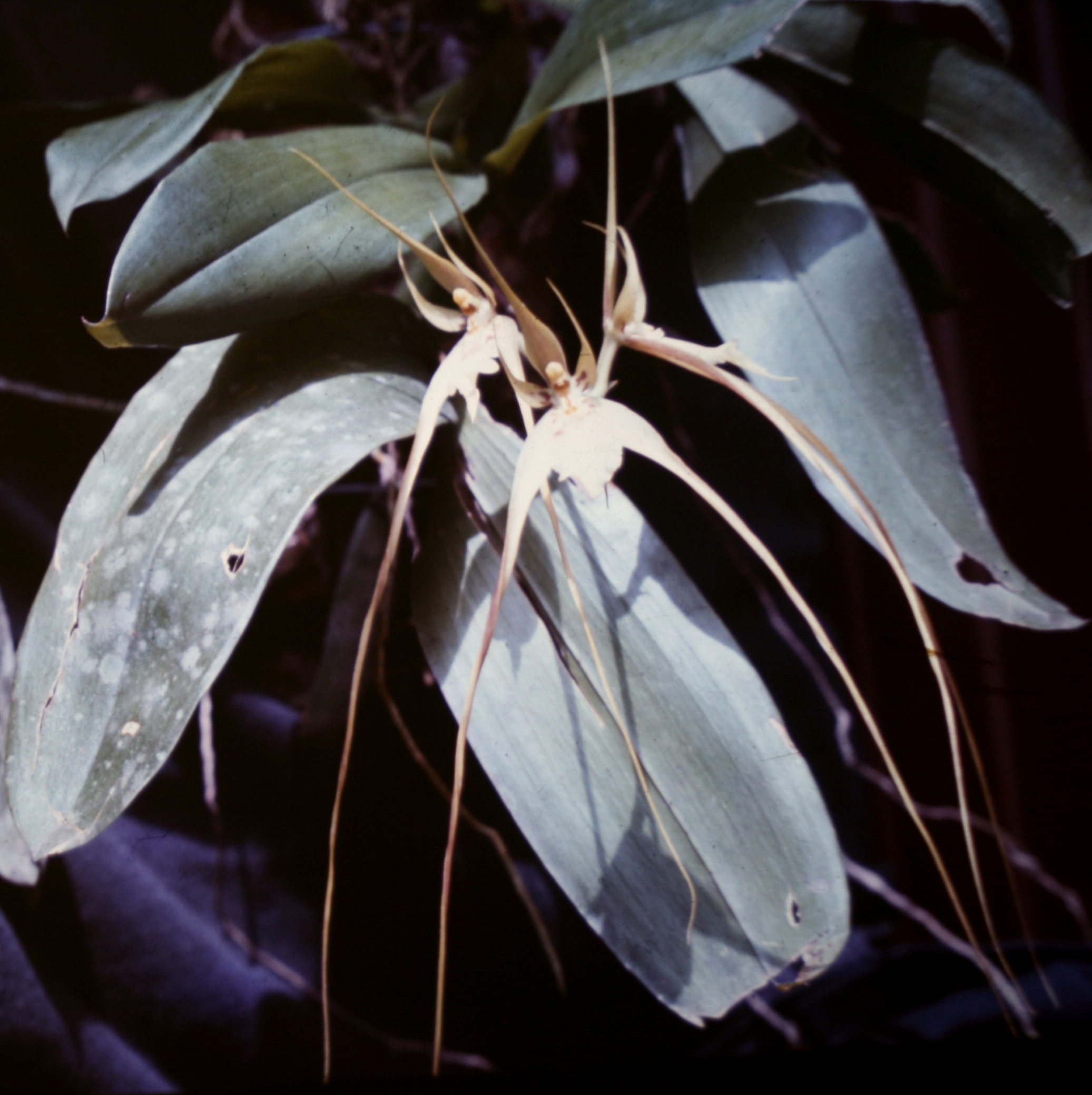
Brassia caudata
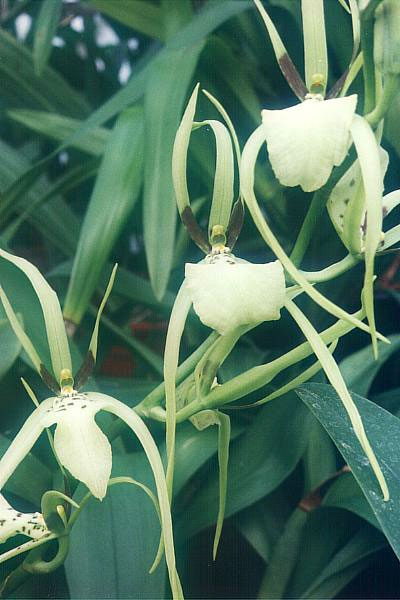
Brassia girouldiana
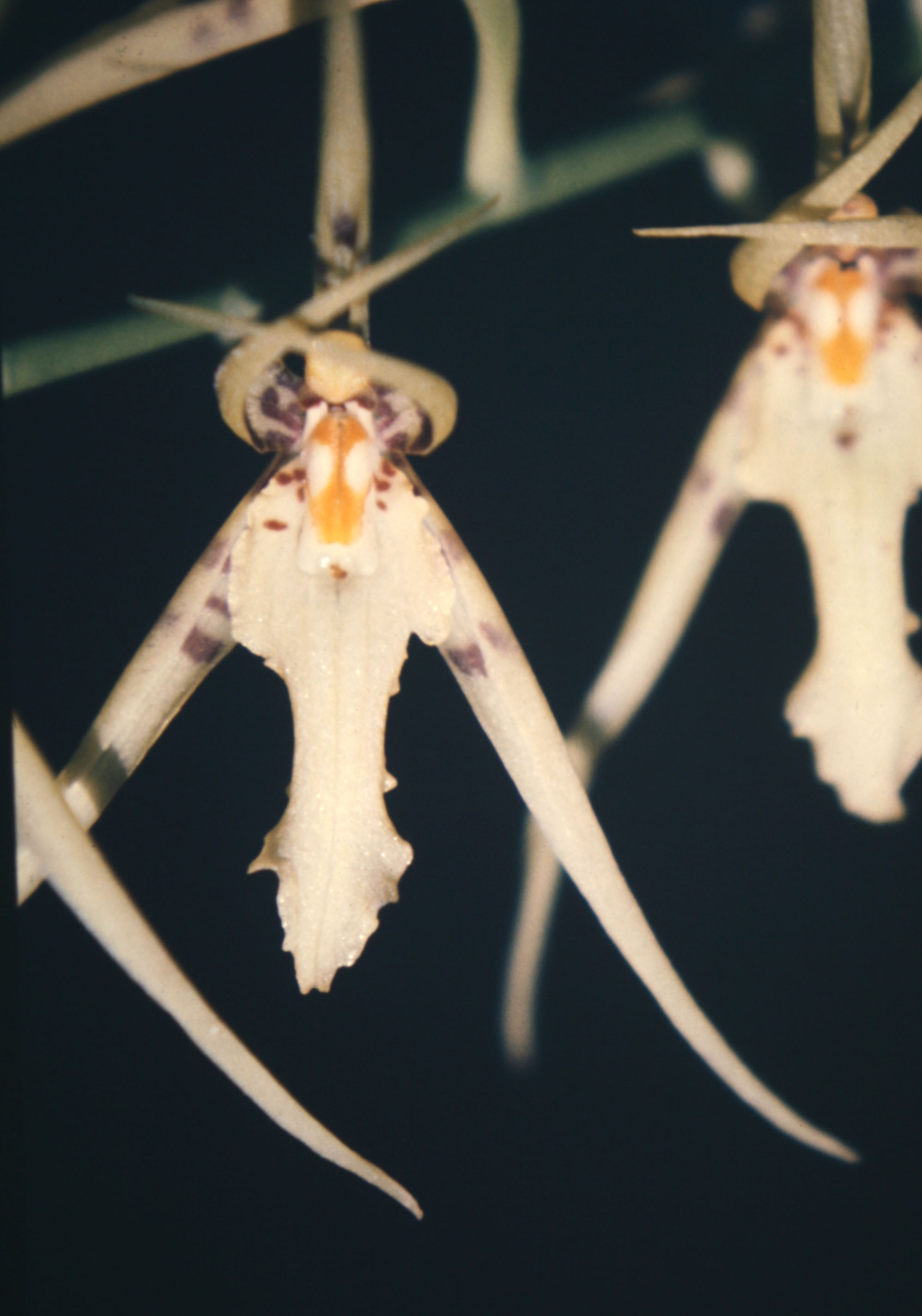
Brassia lanceana
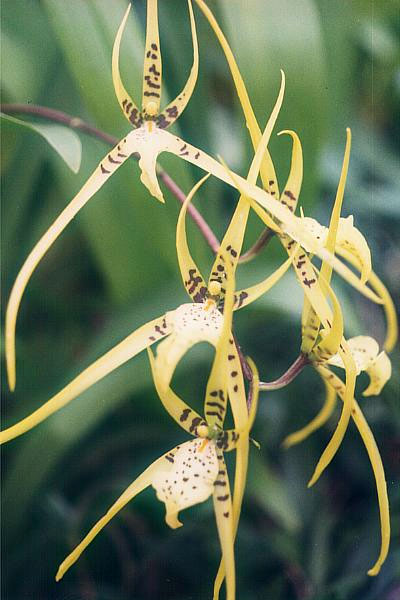
Brassia maculata

## Fordítás
Ez a szócikk részben vagy egészben  a   Brassia című angol Wikipédia-szócikk ezen változatának fordításán alapul.  Az eredeti cikk szerkesztőit annak laptörténete sorolja fel. Ez a jelzés csupán a megfogalmazás eredetét és a szerzői jogokat jelzi, nem szolgál a cikkben szereplő információk forrásmegjelöléseként.

## Külső linkek
- Pupulin, F. and Bogarin, D.: The genus Brassia in Costa Rica : A survey of four species and a new species ; Lindleyana, March 2005 - - Online  2013 április - Online  Archiválva 2018. szeptember 30-i dátummal a Wayback Machine-ben
- Dressler, R.L., and N.H. Williams. 2003. New combinations in Mesoamerican Oncidiinae (Orchidaceae). Selbyana 24(1):44–45.
- van der Pijl, L., and C.H. Dodson. 1966. Orchid Flowers: Their Pollination and Evolution. University of Miami Press, Coral Gables.